# Estrellina rehni
Estrellina rehni är en insektsart som beskrevs av Morgan Hebard 1933. Estrellina rehni ingår i släktet Estrellina och familjen syrsor. Inga underarter finns listade i Catalogue of Life.